# Ahmed Hassan Mahgoub
Pour les articles homonymes, voir Ahmed Hassan et Hassan.
Ahmed Hassan Mahgoub, en arabe :  أحمد حسن محجوب, dit « Koka » ou « Kouka »,, né le 5 mars 1993 au Caire, est un footballeur international égyptien qui évolue au poste d'avant-centre au Al-Ettifaq FC.

## Biographie

### En club
Ahmed Hassan Mahgoub, surnommé « Koka », intègre le centre de formation d'Al Ahly SC en 2010.

#### Rio Ave
À la suite de ses bonnes performances avec les équipes de jeunes, il est transféré en Europe au Rio Ave FC. Intégré à la réserve du club portugais, il est vite convoqué en équipe première. Enchaînant les buts, il convainc l’entraîneur Nuno Espírito Santo et s'impose comme le buteur de l'équipe. Il termine meilleur buteur du club avec 8 buts en ayant seulement joué la deuxième partie de saison.
Lors de la saison 2014-2015, il est l'auteur d'un triplé sur la pelouse du GD Estoril, puis d'un doublé lors de la réception Académica de Coimbra. Il termine cette saison avec 12 buts en championnat.

#### SC Braga
Lors de la saison 2015-2016, il inscrit deux doublés en championnat, lors de la réception de l'Académica de Coimbra, puis lors de la venue de son ancien club, le Rio Ave. Il termine la saison avec 10 buts en championnat.
Lors de cette même saison, il atteint les quarts de finale de la Ligue Europa, s'inclinant face au club ukrainien du Chakhtar Donetsk. Hassan Mahgoub inscrit trois buts lors de cette compétition, deux en phase de groupe, face au FC Groningue et face à l'Olympique de Marseille, et enfin un dernier en huitièmes face au club turc de Fenerbahçe.

#### Olympiakos
Hassan rejoint l’Olympiakos à l’été 2018. Deux blessures freine sa progression mais en revenant de blessure, il s’impose rapidement sur le front de l’attaque grâce à ses nombreux buts dans le championnat grec et en Ligue Europa.

#### Le Havre AC
Le 13 janvier 2025, Ahmed Hassan rejoint le Havre Athletic Club, libre de tout contrat. Son contrat court jusqu’à la fin de saison. Il marque son premier but face au Lille OSC (1-2), son premier but au stade Océane est inscrit le 26 avril 2025 face à l'AS Monaco (1-1).

### Équipe nationale
Avec la sélection olympique, il participe à la Coupe d'Afrique des nations des moins de 23 ans en 2011. Lors de ce tournoi, il ne joue qu'un seul match, face au Gabon. L'Égypte se classe troisième de cette compétition.
Avec les moins de 20 ans, il participe à la Coupe d'Afrique des nations junior en 2013. Lors de cette compétition, il joue deux matchs contre le Mali. L'Égypte se classe troisième du tournoi. Il dispute ensuite quelques mois plus tard la Coupe du monde des moins de 20 ans organisée en Colombie. Lors de ce mondial, il joue deux matchs, contre l'Autriche et l'Argentine. L'Égypte atteint les huitièmes de finales de ce mondial.
Il dispute ensuite à nouveau la Coupe d'Afrique des nations junior en 2015. Il joue trois matchs lors de ce tournoi. Il ne dispute toutefois pas la demi-finale gagnée contre le Nigeria, ni la finale remportée aux tirs au but face au Ghana. Quelques mois plus tard, il joue à nouveau la Coupe du monde de la catégorie organisée en Turquie. Lors de ce mondial, il s'illustre dès le premier match en délivrant une passe décisive contre le Chili. Il marque ensuite contre l'Irak et l'Angleterre.
L'entraîneur de l'équipe égyptienne A, Bob Bradley, le convoque ensuite pour différents matchs amicaux prévus à la trêve estivale à la suite de ses performances à la Coupe du monde des moins de 20 ans 2013 et en club.
Le 14 août 2013, il inscrit son premier but avec l'équipe d’Égypte, lors de sa première titularisation, en amical face à l'Ouganda. Par la suite, il inscrit un doublé en amical face à la Zambie, puis un nouveau doublé contre le Tchad, lors des éliminatoires du mondial 2018.
En janvier 2017, il participe à la Coupe d'Afrique des nations 2017 organisé au Gabon. Lors de cette compétition, il ne joue que deux matchs, contre le Mali en phase de groupe, puis face au Maroc en quart de finale. Les égyptiens atteignent la finale de cette compétition, en étant battus par le Cameroun.
Alors qu'il figure dans une liste préliminaire de 29 joueurs, il n'est finalement pas inclus dans liste finale des 23 joueurs égyptiens participant à la Coupe du monde 2018.  L'année suivante, il figure sur la liste des joueurs sélectionnées pour participer à la Coupe d'Afrique des nations 2019.  En décembre 2023, il est retenu dans la liste des vingt-sept joueurs égyptiens sélectionnés par Rui Vitória pour disputer la Coupe d'Afrique des nations 2023.

## Palmarès

### En sélection
Égypte
- Coupe d'Afrique des nations
  - Finaliste en 2017

### En club
SC Braga (1) 
- Coupe du Portugal (1) 
  - Vainqueur en 2016
- Supercoupe du Portugal
  - Finaliste en 2016

 Olympiakos (3) 
- Championnat de Grèce (2)
  - Vainqueur en 2020 et 2021
- Coupe de Grèce (1)
  - Vainqueur en 2020

## Statistiques
| Saison                | Club                  | Championnat           | Championnat | Championnat | Championnat | Coupe nationale | Coupe nationale | Coupe nationale | Coupe de la Ligue | Coupe de la Ligue | Coupe de la Ligue | Supercoupe | Supercoupe | Supercoupe | Compétition(s) continentale(s) | Compétition(s) continentale(s) | Compétition(s) continentale(s) | Compétition(s) continentale(s) | Autres compétitions | Autres compétitions | Autres compétitions | Autres compétitions | Égypte | Égypte | Égypte | Total | Total | Total |
| Saison                | Club                  | Division              | M.          | B.          | P.d.        | M.              | B.              | P.d.            | M.                | B.                | P.d.              | M.         | B.         | P.d.       | Comp.                          | M.                             | B.                             | P.d.                           | Comp.               | M.                  | B.                  | P.d.                | M.     | B.     | P.d.   | M.    | B.    | P.d.  |
| 2012-2013             | Rio Ave FC            | Primeira Liga         | 17          | 8           | 0           | 2               | 0               | 0               | 6                 | 2                 | 0                 | -          | -          | -          | -                              | -                              | -                              | -                              | -                   | -                   | -                   | -                   | -      | -      | -      | 25    | 10    | 0     |
| 2013-2014             | Rio Ave FC            | Primeira Liga         | 25          | 3           | 1           | 7               | 1               | 1               | 4                 | 2                 | 0                 | -          | -          | -          | -                              | -                              | -                              | -                              | -                   | -                   | -                   | -                   | 1      | 1      | 0      | 37    | 7     | 2     |
| 2014-2015             | Rio Ave FC            | Primeira Liga         | 22          | 12          | 0           | 3               | 2               | 1               | -                 | -                 | -                 | 1          | 0          | 0          | C3                             | 9                              | 1                              | 1                              | -                   | -                   | -                   | -                   | 2      | 0      | 0      | 37    | 15    | 2     |
| 2015-2016             | Rio Ave FC            | Primeira Liga         | 2           | 1           | 0           | -               | -               | -               | -                 | -                 | -                 | -          | -          | -          | -                              | -                              | -                              | -                              | -                   | -                   | -                   | -                   | -      | -      | -      | 2     | 1     | 0     |
| Sous-total            | Sous-total            | Sous-total            | 66          | 24          | 1           | 12              | 3               | 2               | 10                | 4                 | 0                 | 1          | 0          | 0          | -                              | 9                              | 1                              | 1                              | -                   | -                   | -                   | -                   | 3      | 1      | 0      | 101   | 33    | 4     |
| 2015-2016             | SC Braga              | Primeira Liga         | 23          | 10          | 4           | 6               | 0               | 1               | 4                 | 1                 | 2                 | -          | -          | -          | C3                             | 11                             | 3                              | 1                              | -                   | -                   | -                   | -                   | 5      | 4      | 0      | 49    | 18    | 8     |
| 2016-2017             | SC Braga              | Primeira Liga         | 14          | 2           | 3           | 1               | 0               | 0               | 1                 | 0                 | 1                 | 1          | 0          | 0          | C3                             | 6                              | 2                              | 0                              | -                   | -                   | -                   | -                   | 5      | 0      | 1      | 28    | 4     | 5     |
| 2017-2018             | SC Braga              | Primeira Liga         | 20          | 5           | 1           | 1               | 0               | 0               | 3                 | 0                 | 0                 | -          | -          | -          | C3                             | 10                             | 1                              | 0                              | -                   | -                   | -                   | -                   | 4      | 0      | 0      | 38    | 6     | 1     |
| 2019-2020             | SC Braga              | Primeira Liga         | 6           | 1           | 0           | -               | -               | -               | -                 | -                 | -                 | -          | -          | -          | C3                             | 1                              | 0                              | 1                              | -                   | -                   | -                   | -                   | 2      | 0      | 0      | 9     | 1     | 1     |
| Sous-total            | Sous-total            | Sous-total            | 63          | 18          | 8           | 8               | 0               | 1               | 8                 | 1                 | 3                 | 1          | 0          | 0          | -                              | 28                             | 6                              | 2                              | -                   | -                   | -                   | -                   | 16     | 4      | 1      | 124   | 29    | 15    |
| 2018-2019             | Olympiakós (prêt)     | Super League          | 22          | 11          | 0           | 5               | 2               | 0               | -                 | -                 | -                 | -          | -          | -          | C3                             | 5                              | 2                              | 0                              | -                   | -                   | -                   | -                   | 7      | 0      | 1      | 39    | 15    | 1     |
| 2019-2020             | Olympiakós (prêt)     | Super League          | 5           | 2           | 0           | 4               | 2               | 0               | -                 | -                 | -                 | -          | -          | -          | C3                             | 1                              | 0                              | 0                              | PO                  | 9                   | 4                   | 1                   | 1      | 0      | 0      | 20    | 8     | 1     |
| 2020-2021             | Olympiakós            | Super League          | 17          | 8           | 3           | 7               | 3               | 1               | -                 | -                 | -                 | -          | -          | -          | C1+C3                          | 4+3                            | 1+1                            | 0+0                            | PO                  | 8                   | 2                   | 2                   | 1      | 0      | 0      | 40    | 15    | 6     |
| 2021-2022             | Olympiakós            | Super League          | -           | -           | -           | -               | -               | -               | -                 | -                 | -                 | -          | -          | -          | C1+C3                          | 4+1                            | 0+0                            | 0+0                            | -                   | -                   | -                   | -                   | -      | -      | -      | 5     | 0     | 0     |
| 2022-2023             | Olympiakós            | Super League          | 1           | 0           | 0           | -               | -               | -               | -                 | -                 | -                 | -          | -          | -          | C3                             | 1                              | 0                              | 0                              | -                   | -                   | -                   | -                   | -      | -      | -      | 2     | 0     | 0     |
| Sous-total            | Sous-total            | Sous-total            | 45          | 21          | 3           | 16              | 7               | 1               | -                 | -                 | -                 | -          | -          | -          | -                              | 19                             | 4                              | 0                              | -                   | 17                  | 6                   | 3                   | 9      | 0      | 1      | 106   | 38    | 8     |
| 2021-2022             | Konyaspor (prêt)      | Süper Lig             | 30          | 8           | 4           | 3               | 3               | 0               | -                 | -                 | -                 | -          | -          | -          | -                              | -                              | -                              | -                              | -                   | -                   | -                   | -                   | 1      | 0      | 0      | 34    | 11    | 4     |
| 2022-2023             | Alanyaspor (prêt)     | Süper Lig             | 24          | 10          | 1           | 2               | 1               | 0               | -                 | -                 | -                 | -          | -          | -          | -                              | -                              | -                              | -                              | -                   | -                   | -                   | -                   | 4      | 1      | 0      | 30    | 12    | 1     |
| 2023-2024             | Pendikspor            | 1. Lig                | 4           | 0           | 0           | 1               | 3               | 0               | -                 | -                 | -                 | -          | -          | -          | -                              | -                              | -                              | -                              | -                   | -                   | -                   | -                   | -      | -      | -      | 5     | 3     | 0     |
| 2023-2024             | Alanyaspor            | Süper Lig             | 12          | 6           | 2           | -               | -               | -               | -                 | -                 | -                 | -          | -          | -          | -                              | -                              | -                              | -                              | -                   | -                   | -                   | -                   | 1      | 0      | 0      | 13    | 6     | 2     |
| 2024-2025             | Rio Ave FC            | Primeira Liga         | 9           | 1           | 0           | 2               | 1               | 0               | -                 | -                 | -                 | -          | -          | -          | -                              | -                              | -                              | -                              | -                   | -                   | -                   | -                   | -      | -      | -      | 11    | 2     | 0     |
| 2024-2025             | Le Havre AC           | Ligue 1               | 14          | 3           | 1           | -               | -               | -               | -                 | -                 | -                 | -          | -          | -          | -                              | -                              | -                              | -                              | -                   | -                   | -                   | -                   | -      | -      | -      | 14    | 3     | 1     |
| Total sur la carrière | Total sur la carrière | Total sur la carrière | 265         | 91          | 20          | 44              | 18              | 4               | 18                | 5                 | 3                 | 2          | 0          | 0          | -                              | 56                             | 11                             | 3                              | -                   | 17                  | 6                   | 3                   | 32     | 6      | 2      | 434   | 137   | 35    |